# Idlib (dystrykt)
Idlib – jedna z 5 jednostek administracyjnych drugiego rzędu (dystrykt) muhafazy Idlib w Syrii.
W 2004 roku dystrykt zamieszkiwało 384 929 osób.
Dystrykt jest dodatkowo podzielony na siedem poddystryktów:
- Idlib
- Abu az-Zuhur
- Binnisz
- Sarakib
- Taftanaz
- Ma’arrat Misrin
- Sarmin